# Conus cuna
Conus cuna é uma espécie de gastrópode do gênero Conus, pertencente à família Conidae.